# Господство Шмалкалден
Господството Шмалкалден (на немски: Herrschaft Schmalkalden) е територия на Свещената Римска империя в Тюрингия, Германия.

## История
Намира се в южната част на Тюрингер Валд около Шмалкалден. До 1360 г. половината от господството принадлежи към Ландграфство Хесен, а другата половина към Графство Хенеберг-Шлойзинген. От 1583 г. господството е напълно към Ландграфство Хесен-Касел, което от 1815 г. е Курфюрство Хесен. От 1866 г. господството Шмалкалден с Хесен-Касел е към пруската провинция Хесен-Насау до 1944 г.
През 1360 г. ландграф Хайнрих II фон Хесен заедно с Елизабет фон Лойхтенберг, вдовицата на граф Йохан I фон Хенеберг-Шлойзинген, купува господството Шмалкалден за 4300 златни гулдена. От 1584 г. ландграф Вилхелм IV фон Хесен-Касел управлява сам господството Шмалкалден.